# سینما سپهر (شهریار)
سینما سپهر یک سینما در شهر شهریار، ایران است.
این سینما در سال ۱۳۹۰ با یک سالن با ظرفیت ۱۴۳ نفر تأسیس شده‌است.